# Reinoud II van Dammartin
Reinoud II van Dammartin ook bekend als Reinoud van Trie (overleden in 1316) was van 1302 tot aan zijn dood graaf van Dammartin en heer van Trie. Hij behoorde tot het huis Trie.

## Levensloop
Reinoud II was de zoon van graaf Jan I van Dammartin en diens echtgenote Yolande, dochter van graaf Jan I van Dreux. Hij werd na de dood van zijn vader in 1302 graaf van Dammartin en heer van Trie.
Net als zijn vader nam Reinoud deel aan de oorlogen van koning Filips IV van Frankrijk tegen het graafschap Vlaanderen. Beiden vochten op 11 juli 1302 in de desastreuze Guldensporenslag nabij Kortrijk, waarbij Reinouds vader sneuvelde. Twee jaar later, op 18 augustus 1304, vocht hij in de onbesiste Slag bij Pevelenberg. Hierbij doodde Reinoud Willem van Gulik de Jongere, als wraak voor de dood van zijn vader bij de Guldensporenslag. 
Reinoud II van Dammartin overleed in 1316. Hij was gehuwd met Philippa van Beaumont-en-Gâtinais. Uit hun huwelijk zijn twee zonen bekend: Reinoud III (overleden in 1327) en Jan II (overleden in 1358), die beiden graaf van Dammartin werden.